# Élections législatives de 2010 à Saint-Martin
Les élections législatives de Saint-Martin (Pays-Bas) se sont tenues le 17 septembre 2010 sur la partie néerlandaise de l'île de Saint-Martin, l'un des quatre États du royaume des Pays-Bas, afin de désigner au suffrage universel les 15 députés du parlement de Saint-Martin, pour un mandat de quatre ans.

## Déroulement
Saint-Martin (Sint Maarten) était jusqu'alors, en tant que territoire de la Fédération des Antilles néerlandaises, dirigée par un Conseil de l'île de onze membres élus pour quatre ans. Le précédent scrutin avait eu lieu de 20 avril 2007. La nouvelle Constitution prévoit que, après la dissolution de la Fédération des Antilles néerlandaises, le nouvel État élise un parlement de 15 membres. Le Conseil de l'île a donc été élargi de 11 à 15 membres et ceux-ci sont automatiquement devenus députés le 10 octobre 2010.
Les élections se déroulent selon un scrutin individuel par liste. Chaque électeur vote pour un seul candidat d'une des listes en présence. Après addition des suffrages remportés par chaque liste, le nombre de sièges est calculé selon un mode proportionnel. Les sièges sont ensuite attribués pour chaque liste aux candidats ayant remporté le plus de voix.
Quatre partis sont en lice. Le parti National Alliance, dont la liste est conduite par William Marlin, remporte 7 sièges sur les 15. United People, nouveau parti conduit par Theodore Heyliger, ancien membre du Conseil de l'île et transfuge du Democratic party, obtient 6 sièges. Les deux derniers reviennent au parti de Sarah Wescot-Williams. En l'absence de majorité, une alliance se forme entre Democratic party et United People afin que se forme le premier gouvernement de Sarah Wescot-Williams, cette dernière devenant la première Premier ministre de l'État de Saint-Martin.

## Résultats
|                          |                                      |        |       |        |               |  |  |  |  |
| Partis                   | Partis                               | Votes  | %     | Sièges | +/-           |  |  |  |  |
|                          | Alliance nationale (AN)              | 6 273  | 45,87 | 7      | 2             |  |  |  |  |
|                          | Parti populaire uni (PPU)            | 4 936  | 36,09 | 6      | Nv            |  |  |  |  |
|                          | Parti démocratique (PD)              | 2 340  | 17,11 | 2      | 4             |  |  |  |  |
|                          | Alliance politique de concorde (CPA) | 127    | 0,93  | 0      | Nv            |  |  |  |  |
|                          |                                      |        |       |        |               |  |  |  |  |
| Suffrages exprimés       | Suffrages exprimés                   | 13 676 | 97,62 |        |               |  |  |  |  |
| Votes blancs et nuls     | Votes blancs et nuls                 | 333    | 2,38  |        |               |  |  |  |  |
| Total                    | Total                                | 14 009 | 100   | 15     | en stagnation |  |  |  |  |
| Abstentions              | Abstentions                          | 5 592  | 28,53 |        |               |  |  |  |  |
| Inscrits / Participation | Inscrits / Participation             | 19 601 | 71,47 |        |               |  |  |  |  |

## Députés élus
| Député                | Parti               | Voix  |
| --------------------- | ------------------- | ----- |
| William Marlin        | Alliance nationale  | 1 598 |
| Frans Richardson      | Alliance nationale  | 694   |
| Patrick Illidge       | Alliance nationale  | 593   |
| Lloyd Richardson      | Alliance nationale  | 478   |
| George Pantophlet     | Alliance nationale  | 427   |
| Louie Laveist         | Alliance nationale  | 358   |
| Hyacinth Richardson   | Alliance nationale  | 332   |
| Theodore Heyliger     | Parti populaire uni | 2 967 |
| Gracita Arrindell     | Parti populaire uni | 336   |
| Silvia Meyers         | Parti populaire uni | 253   |
| Romain Laville        | Parti populaire uni | 189   |
| Jules James           | Parti populaire uni | 154   |
| Rhoda Arrindell       | Parti populaire uni | 120   |
| Sarah Wescot-Williams | Parti démocratique  | 1 367 |
| Leroy de Weever       | Parti démocratique  | 173   |